# Christopher Campbell
Christopher Campbell (né le 9 septembre 1954 à Westfield (New Jersey)) est un lutteur américain spécialiste de la lutte libre.

## Biographie
Lors des Championnats du monde, il remporte d'abord la médaille d'or des Championnats du monde de lutte 1981 mais également une médaille d'argent lors des Championnats du monde de lutte 1990 dans la catégorie des moins de 90 kg.
Lors des Jeux olympiques d'été de 1992, il remporte la médaille de bronze en combattant dans la catégorie des -90 kg.